# Advokattvång
Advokattvång innebär att den som för talan inför till exempel en domstol måste låta sig företrädas av advokat. Advokattvång förekommer inte i det svenska rättssystemet. Därmed är det som huvudregel tillåtet att som ombud anlita en person som inte är advokat eller att själv föra sin talan.
Att domstolen i ett brottmål i vissa fall mot den tilltalades vilja kan utse offentlig försvarare för honom eller henne är inte ett exempel på advokattvång i egentlig bemärkelse. Den tilltalade kan vägra att ge den offentliga försvararen fullmakt och i stället själv föra sin talan.
I England och Wales får person föra egen talan (utan varken barrister eller solicitor) åtminstone i civilmål som till exempel tvister.